# Epirhyssa ghesquierei
Epirhyssa ghesquierei là một loài tò vò trong họ Ichneumonidae.